# شاين كلايفرت
شاين كلايفرت (بالهولندية: Shane Patrick Kluivert)‏ هو لاعب كرة قدم هولندي، ولد في 24 سبتمبر 2007.